# Wizard Automobile Company
Wizard Automobile Company war ein US-amerikanischer Hersteller von Automobilen.

## Unternehmensgeschichte
Das Unternehmen wurde 1920 in Charlotte in North Carolina gegründet. Beteiligt waren F. W. Edwardy Sr., F. W. Edwards Jr. und Charles Hamel, der auch die Cyclomobile Manufacturing Company leitete. Im gleichen Jahr begann die Produktion von Automobilen. Der Markenname lautete Wizard. 1921 endete die Produktion.

## Fahrzeuge
Das einzige Serienmodell war der Junior. Er hatte einen Zweizylindermotor mit Luftkühlung. Er leistete 15 PS und trieb über ein Planetengetriebe die Hinterachse an. Das Fahrgestell hatte 254 cm Radstand. Der Aufbau war ein Roadster mit zwei Sitzen. Das Leergewicht war mit 364 kg angegeben. Der Neupreis betrug 395 US-Dollar.
Ein größeres Modell namens Senior war zwar angekündigt, erschien aber nicht mehr.